# Pointis-Inard
Pointis-Inard é uma comuna francesa na região administrativa de Occitânia, no departamento de Alta Garona. Estende-se por uma área de 14,66 km². Em 2010 a comuna tinha 941 habitantes (densidade: 64,2 hab./km²).